# Resolutie 2023 Veiligheidsraad Verenigde Naties
Resolutie 2023 van de Veiligheidsraad van de Verenigde Naties werd op 5 december 2011 door de VN-Veiligheidsraad aangenomen met dertien stemmen voor en twee onthoudingen.
De resolutie verscherpte de sancties tegen Eritrea, daar dat land nog steeds probeerde landen in de Hoorn van Afrika te destabiliseren.
China onthield zich naar eigen zeggen omdat sancties te veel impact hadden op het leven van de bevolking.
Men had de resolutie zo snel willen stemmen dat niet alle leden van de Veiligheidsraad zich erin konden vinden, waaronder China.
Ook Rusland had zich onthouden. Het land vond dat niet bewezen was wie achter de geplande terreuraanslag in Addis Abeba zat en dat de tekst van de resolutie dubbelzinnigheden bevatte.

## Achtergrond
Nadat Eritrea in 1993 onafhankelijk was geworden, vocht het land met elk van zijn drie buurlanden een grensoorlog uit. In 2008 was dat het geval met Djibouti, het betrof de eilanden Ras Doumeira en Doumeira. In april van dat jaar beschuldigde Djibouti Eritrea van invallen, en tussen 10 en 13 juni braken gevechten uit waarbij 9 Djiboutiaanse soldaten sneuvelden.

## Inhoud

### Waarnemingen
Eritrea werd opgeroepen om met buurland Djibouti te blijven werken aan de uitvoering van het akkoord dat na bemiddeling van Qatar in juni 2010 volgde op de grensoorlog tussen de twee landen.
Djibouti had op 6 oktober de ontsnapping van twee Djiboutiaanse krijgsgevangenen uit een Eritrese gevangenis gemeld, terwijl Eritrea altijd had beweerd geen krijgsgevangenen vast te houden.
Daarnaast meldde de waarnemingsgroep die toezag op de sancties tegen Eritrea dat dat land nog steeds gewapende groeperingen zoals Al-Shabaab ondersteunde om de stabiliteit in Somalië te schaden.
De Veiligheidsraad veroordeelde ook de geplande terreuraanslag die de AU-top van januari 2011 in Addis Ababa moest verstoren.
Geoordeeld werd dat Eritrea niet voldeed aan voorgaande VN-resoluties en vrede in de Hoorn van Afrika in de weg bleef staan.

### Handelingen
Eritrea moest voldoen aan resolutie 1907 die het land een wapenembargo oplegde.
Het land had wel zijn troepen aan de grens met Djibouti teruggetrokken, nadat Qatar aldaar waarnemers had gestationeerd. Het werd nu opgeroepen mee het geschil constructief op te lossen.
Ook werd van Eritrea geëist dat het informatie vrijgaf over vermiste Djiboutiaanse soldaten, zodat de situatie van krijgsgevangenen in Eritrea kon worden gecontroleerd.
Verder moest Eritrea zijn pogingen om landen te destabiliseren door gewapende groeperingen te steunen staken.
Voorts moest het land ook stoppen met het heffen van de zogenaamde diasporabelasting, die vaak middels afpersing, bedreigingen en fraude werd opgelegd
Ook de mijnbouwinkomsten in Eritrea konden aangewend worden om de regio te destabiliseren.
Landen moesten daarom hun inwoners en bedrijven aansporen waakzaam te zijn als ze in die, of de financiële, sector zaken deden in Eritrea.
Alle landen moesten ook binnen de 120 dagen rapporteren welke stappen ze ondernamen om deze resolutie uit te voeren.
Ten slotte werd het mandaat van de waarnemingsgroep, die schendingen van het wapenembargo tegen Eritrea onderzocht, iets uitgebreid.

## Verwante resoluties
- Resolutie 1916 Veiligheidsraad Verenigde Naties (2010)
- Resolutie 2002 Veiligheidsraad Verenigde Naties

Lijst ·  1967 ·  1968 ·  1969 ·  1970 ·  1971 ·  1972 ·  1973 ·  1974 ·  1975 ·  1976 ·  1977 ·  1978 ·  1979 ·  1980 ·  1981 ·  1982 ·  1983 ·  1984 ·  1985 ·  1986 ·  1987 ·  1988 ·  1989 ·  1990 ·  1991 ·  1992 ·  1993 ·  1994 ·  1995 ·  1996 ·  1997 ·  1998 ·  1999 ·  2000 ·  2001 ·  2002 ·  2003 ·  2004 ·  2005 ·  2006 ·  2007 ·  2008 ·  2009 ·  2010 ·  2011 ·  2012 ·  2013 ·  2014 ·  2015 ·  2016 ·  2017 ·  2018 ·  2019 ·  2020 ·  2021 ·  2022 ·  2023 ·  2024 ·  2025 ·  2026 ·  2027 ·  2028 ·  2029 ·  2030 ·  2031 ·  2032